# Boško Ničić
Boško Ničić (en serbe cyrillique : Бошко Ничић ; né le 18 septembre 1960 à Braćevac) est un homme politique serbe. Il est président du Mouvement Je vis pour la Krajina et maire de Zaječar.

## Parcours
Boško Ničić naît le 18 septembre 1960 à Braćevac, dans la municipalité de Negotin. Il est diplômé de la Faculté d'études commerciales (Fakultet za poslovne studije) à Belgrade, avec comme spécialité la gestion d'entreprise. Il a été président des Jeunesses littéraires de Serbie (Književne omladine Srbije), handballeur et membre de la présidence de la Fédération de Serbie de handball.
En juillet 2004, il est élu président de l'assemblée municipale de Zaječar et, à la suite des élections municipales de 2004, il devient président (predsednik) de la municipalité. À la suite des élections locales serbes de 2008, il est désigné comme maire (gradonačelnik) de la Ville de Zaječar et est reconduit dans cette fonction après les élections de 2012.
En 2012, Boško Ničić est également président du Mouvement Je vis pour la Krajina qui participe à la coalition Régions unies de Serbie (URS) emmenée par Mlađan Dinkić, le président du parti G17 Plus,. Lors des élections législatives, deux membres de son mouvement, Ivan Joković et Rajko Stevanović sont ainsi élus députés à l'Assemblée nationale de la république de Serbie,.